# Wąwóz Żydowski

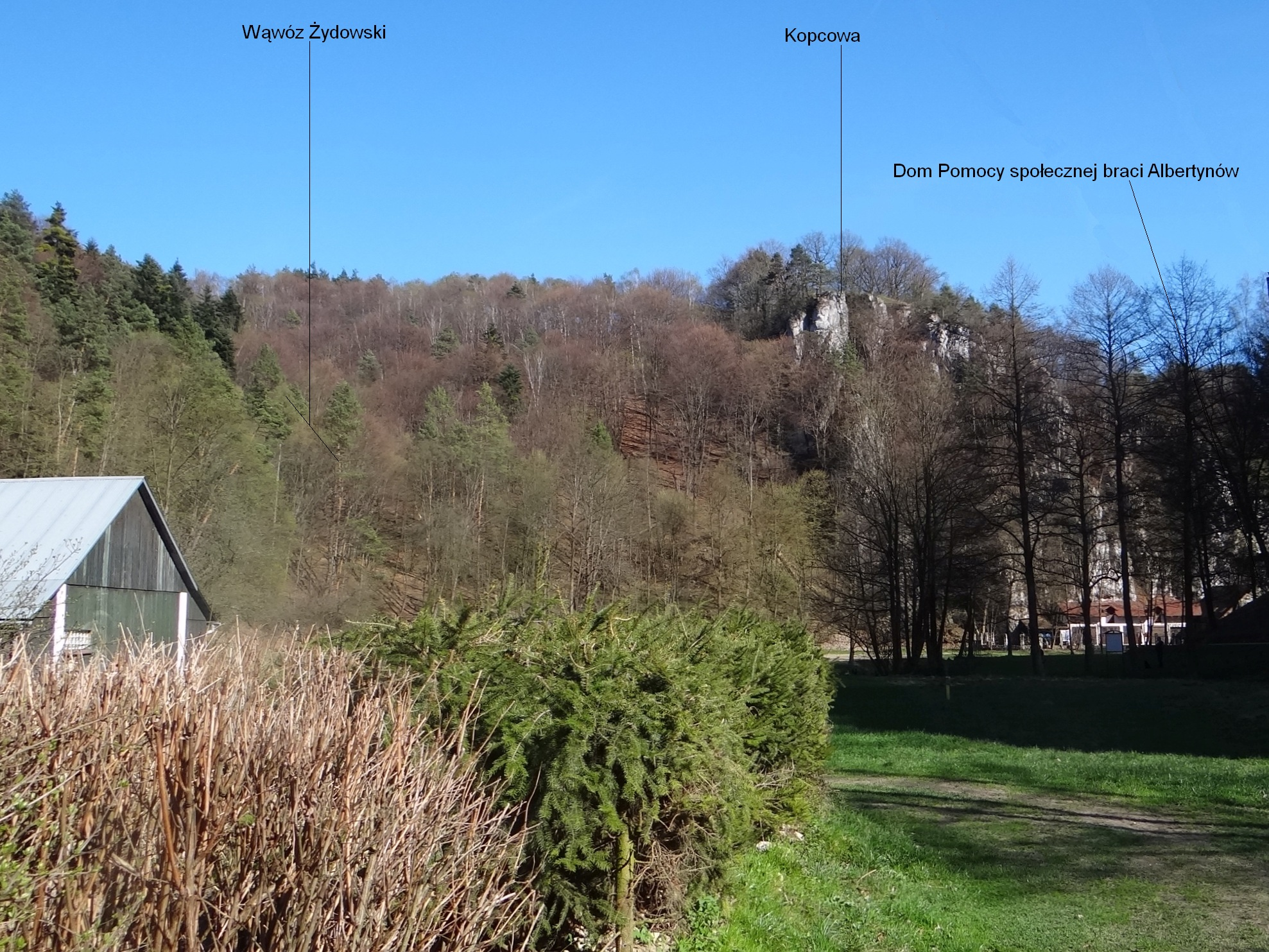

Wąwóz Żydowski – wąwóz w lewych zboczach Doliny Prądnika w Ojcowskim Parku Narodowym. Opada w kierunku zachodnim i ma wylot między skałami Kopcowa i Zajęcza, a naprzeciwko skały Wójtowej. Jest porośnięty lasem. Nie prowadzi nim żaden szlak turystyczny, ani nieznakowana ścieżka.